# Myosotis stricta
 (août 2024).
Espèce
Myosotis stricta, le Myosotis raide, est une espèce de plantes herbacées de la famille des Boraginacées.

## Synonymes
- Myosotis arenaria Schrad[1]. ex Schultz
- Myosotis arvensis (L.) Roth
- Myosotis scorpioides var. arvensis L. (Basionyme)
- Myosotis micrantha auct[1].
- Myosotis rigida Pomel
- Myosotis vestita Velen.

## Identification
On le distingue des autres espèces de myosotis par le dessous des feuilles munis de poils crochus.

## Répartition et habitat
On le trouve en Europe et Asie.
Il pousse sur les sols sec et sablonneux ou dans les pinèdes. En Suisse, on le trouve surtout en Valais et dans les Grisons, aux étages collinaire et montagnard; il est dispersé ailleurs.
C'est une plante typique des dalles siliceuses de basse altitude Sedo-Veronicion. Les plantes se contentent d'une mince couche sablo-limoneuse pauvre en calcaire et en nutriments.